# Chalupa

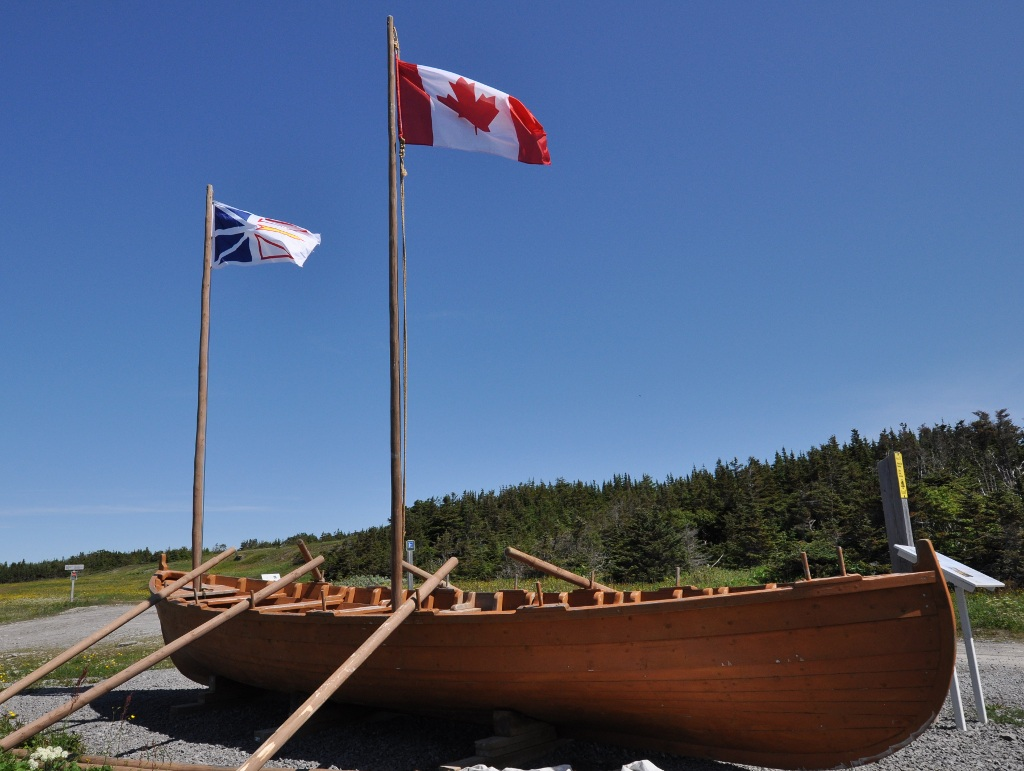
Chalupa en Port au Choix, Canadá

La chalupa es un tipo de embarcación pequeña de rescate, que puede ser propulsada a vela, a remo o a motor.El término tiene un origen etimológico incierto, pues los autores (por ejemplo diccionarios etimológicos de Baist, Kluge y Gammillscheg, entre otros), discuten su posible procedencia del francés chaloupe (uso documentado en 1522) o del neerlandés sloep (uso documentado en 1590).
También se conocen como chalupas a las embarcaciones usadas principalmente en formaciones de agua dulce en México y Colombia. Estas chalupas eran originalmente pequeñas embarcaciones alargadas de hasta 9 metros de eslora, propulsadas por remos, pero con la llegada de los motores de combustión esto ha cambiado y actualmente utilizan motores tanto fuera como dentro de borda.
En marzo de 1770 este tipo de embarcación fue usado para transportar 7 sobrevivientes del naufragio de la corbeta Swift que debieron navegar la distancia entre Puerto Deseado y las Islas Malvinas para lograr el rescate de los demás náufragos. Su proeza les tomó al rededor de un mes.